# تهاجم عراق به کویت
تهاجم عراق به کویت، عملیاتی بود که توسط حزب بعث در ۲ اوت ۱۹۹۰ انجام شد و طی آن این کشور به کشور همسایه خود کویت حمله کرد و در نتیجه منجر به اشغال نظامی این کشور توسط عراق به مدت هفت ماه شد.
تهاجم و امتناع بعدی عراق از خروج از کویت در مهلت مقرر از سوی سازمان ملل متحد منجر به مداخله نظامی مستقیم ائتلاف نیروهای ملل متحد به رهبری ایالات متحده شد. این وقایع به عنوان جنگ اول خلیج فارس شناخته می‌شود و سرانجام منجر به اخراج اجباری نیروهای عراقی از کویت شد. عراقی‌ها در حین عقب‌نشینی ۶۰۰ چاه نفت کویت را به آتش کشیدند.

## انگیزه عراق
جنگ ایران و عراق نزدیک به ۷۵ میلیارد دلار بدهی برای عراق به بار آورد. در این میان عراق ۳۵ میلیارد دلار به کشورهای عربی بدهکار بود. مقام‌های عراقی بر این باور بودند که چون عراق به نیابت از این کشورها به جنگ درآمده و این جنگ به سود آنها بوده‌است پس باید کشورهای عربی بدهی‌های عراق را ببخشند.
همزمان با تلاش صدام حسین برای گردآوری پول برای بازسازی عراق و درخواست از کشورهای عربی برای بخشیدن بدهی‌های بغداد، عراق فشار فراوانی را به کشورهای صادرکنندهٔ نفت می‌آورد که تولید نفت خود را کاهش دهند تا بهای آن افزایش یابد. در این میان کویت سرسختانه در برابر کاهش تولید نفت ایستادگی می‌کرد. این ایستادگی، پیش کشیدن ادعاهای مرزی عراق دربارهٔ کویت را در پی داشت که در جای خود می‌توانست تامین‌کنندهٔ روحیهٔ ازدست‌رفتهٔ میهن‌پرستی برای عراقیان نیز باشد.
همزمان با پیش کشیدن این ادعاها، مسئلهٔ نفت کویت و کنده شدن چاه‌های نفت از سوی کویت در سرزمین‌هایی که عراق مدعی بود خاک آن کشور است تنش‌زا شد.
روابط کویت و عراق کم‌کم‌رو به ناگواری رفت. عراقی‌ها به شدت به کویت دربارهٔ کندن چاه‌های نفتی که آنها را مال کشورشان می‌دانستند هشدار دادند و صدام بخشی از نیروهای نظامی خود را سوی مرزهای عراق و کویت گسیل داشت.